# Okpara
Okpara è un arrondissement del Benin situato nella città di Savè (dipartimento delle Colline) con 8.228 abitanti (dato 2006).